# Metaline
Metaline és una població dels Estats Units a l'estat de Washington. Segons el cens del 2000 tenia 162 habitants.

## Demografia
Segons el cens del 2000, Metaline tenia 162 habitants, 73 habitatges, i 44 famílies. La densitat de població era de 208,5 habitants per km².
Dels 73 habitatges en un 26% hi vivien nens de menys de 18 anys, en un 45,2% hi vivien parelles casades, en un 11% dones solteres, i en un 38,4% no eren unitats familiars. En el 35,6% dels habitatges hi vivien persones soles el 16,4% de les quals corresponia a persones de 65 anys o més que vivien soles. El nombre mitjà de persones vivint en cada habitatge era de 2,22 i el nombre mitjà de persones que vivien en cada família era de 2,82.
Per edats la població es repartia de la següent manera: un 25,9% tenia menys de 18 anys, un 4,3% entre 18 i 24, un 24,7% entre 25 i 44, un 30,2% de 45 a 60 i un 14,8% 65 anys o més.
L'edat mediana era de 42 anys. Per cada 100 dones de 18 o més anys hi havia 118,2 homes.
La renda mediana per habitatge era de 22.981 $ i la renda mediana per família de 23.750 $. Els homes tenien una renda mediana de 35.000 $ mentre que les dones 11.563 $. La renda per capita de la població era d'11.262 $. Aproximadament el 25% de les famílies i el 32,6% de la població estaven per davall del llindar de pobresa.

## Poblacions més properes
El següent diagrama mostra les poblacions més properes.